# ابریاکوی
ابریاکوی (به اسپانیایی: Abriaquí) یک سکونتگاه مسکونی در کلمبیا است که در بخش انتیوکیا واقع شده‌است.

## خصوصیات
ابریاکوی ۲۹۰ کیلومترمربع مساحت و ۴٬۲۰۰ نفر جمعیت دارد.